# Zhirvano Darson
Zhirvano Darson (Paramaribo, 11 februari 1988) is een Surinaams voetballer die speelt als verdediger.

## Carrière
Darson maakte zijn debuut voor Kamal Dewaker in 2010 en speelde twee seizoenen met de club op het hoogste niveau en dan twee seizoenen met de club in de tweede klasse. In 2014 maakte hij de overstap naar SV Leo Victor waarmee hij opnieuw op het hoogste niveau uitkomt.
Hij speelde tussen 2011 en 2014 zeven interlands voor Suriname.